# غاري روبنسون
غاري روبنسون (بالإنجليزية: Gary Robinson)‏ هو مهندس أمريكي، ولد في 6 فبراير 1956 في برونكسفيل في الولايات المتحدة.